# Guyom
Gūyom (farsi گویم) è una città dello shahrestān di Shiraz, circoscrizione Centrale, nella provincia di Fars, in Iran. Aveva, nel 2006, una popolazione di 7.297 abitanti.